# Кантон (Огайо)
Кантон (англ. Canton) — місто (англ. city) в США, в окрузі Старк штату Огайо. Населення — 70 872 особи (2020). Розташоване приблизно за 39 км на південь від Акрона та за 97 км на південь від Клівленда.

## Історія

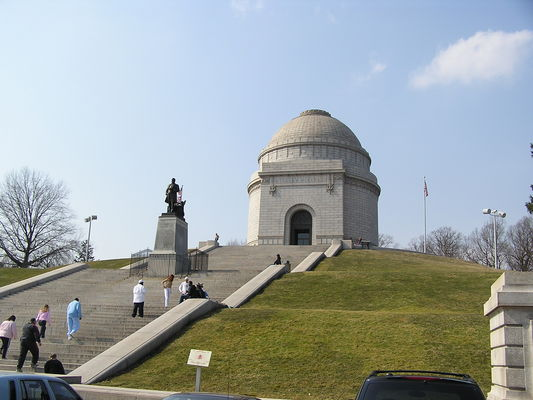
Місце поховання Президента Вільяма Мак-Кінлі

Місто Кантон було засноване в 1805 році, але до 1822 року мало статус поселення, пізніше статус села, а в 1838 році стало містом.
Кантон швидко перетворився на промисловий центр завдяки вдалому розміщенню на перетині численних залізничних напрямків. Після того, як кількість підприємств важкого машинобудування в місті зменшилась, економіка Кантона піддалася диверсифікації за рахунок сфери послуг, у першу чергу, фінансової та освітньої, сфери охорони здоров'я та рітейлінга.
В різні періоди свого життя, у місті проживав губернатор штату Огайо, пізніше президент Сполучених Штатів Америки Вільям Мак-Кінлі. Зараз тут знаходиться гробниця Вільяма Мак-Кінлі та музей-бібліотека, названа на його честь.

## Географія
Кантон розташований за координатами 40°48′28″ пн. ш. 81°22′2″ зх. д. / 40.80778° пн. ш. 81.36722° зх. д. (40.807650, -81.367228).  За даними Бюро перепису населення США в 2010 році місто мало площу 65,99 км², з яких 65,95 км² — суходіл та 0,04 км² — водойми.

### Клімат
Кантон має вологий континентальний клімат, типовий для більшої частини Середнього Заходу США, з дуже теплим, вологим літом та холодною зимою. Зими, як правило, холодні, середній максимум температури січня 1 ° С, а середній мінімум −7 ° С, зі значним коливанням температур. Снігопади значно слабші порівняно з північними районами. Коротка весна швидко переходить від суворої зими до теплого, іноді вологого і задушливого літа. Літо, як правило, тепле, іноді спекотне, з середнім максимумом липня 28 °C, та середнім мінімумом 17 °C. Літня погода є стабільнішою, переважно вологою з частими грозами. Осінь, зазвичай, найсухіша пора року з переважно безхмарними, теплими днями та прохолодними ночами. Температурний максимум в районі Кантона був зафіксований на позначці + 40 °C 6 серпня 1918 року, температурний мінімум в −32 °C був встановлений 19 січня 1994 року.
| Клімат : Кантон                       | Клімат : Кантон | Клімат : Кантон | Клімат : Кантон | Клімат : Кантон | Клімат : Кантон | Клімат : Кантон | Клімат : Кантон | Клімат : Кантон | Клімат : Кантон | Клімат : Кантон | Клімат : Кантон | Клімат : Кантон | Клімат : Кантон |
| Показник                              | Січ.            | Лют.            | Бер.            | Квіт.           | Трав.           | Черв.           | Лип.            | Серп.           | Вер.            | Жовт.           | Лист.           | Груд.           | Рік             |
| Абсолютний максимум, °C               | 22,8            | 24,4            | 28,3            | 31,7            | 34,4            | 37,8            | 38,9            | 40,0            | 37,2            | 31,7            | 26,7            | 24,4            | 40,0            |
| Середній максимум, °C                 | 0,9             | 2,9             | 8,4             | 15,6            | 21,0            | 25,8            | 28,1            | 27,1            | 23,0            | 16,4            | 9,8             | 3,0             | 15,2            |
| Середній мінімум, °C                  | −7,1            | −5,9            | −1,9            | 3,8             | 9,2             | 14,3            | 16,7            | 15,9            | 11,9            | 5,8             | 1,1             | −4,4            | 4,9             |
| Абсолютний мінімум, °C                | −31,7           | −28,9           | −21,1           | −12,2           | −4,4            | 0,0             | 5,0             | 3,9             | −1,7            | −6,7            | −18,3           | −26,7           | −31,7           |
| Норма опадів, мм                      | 66              | 58              | 76              | 90              | 109             | 97              | 103             | 90              | 88              | 72              | 83              | 72              | 1005            |
| Днів з опадами                        | 17,1            | 14,1            | 14,0            | 14,3            | 14,0            | 12,1            | 11,3            | 9,6             | 10,2            | 10,9            | 13,8            | 16,2            | 157,6           |
| Днів зі снігом                        | 13,1            | 9,4             | 6,6             | 2,5             | 0               | 0               | 0               | 0               | 0               | 0,5             | 3,4             | 10,3            | 45,8            |
| ------------------------------------- | --------------- | --------------- | --------------- | --------------- | --------------- | --------------- | --------------- | --------------- | --------------- | --------------- | --------------- | --------------- | --------------- |
| Джерело: NOAA (extremes 1887–present) |                 |                 |                 |                 |                 |                 |                 |                 |                 |                 |                 |                 |                 |

## Демографія

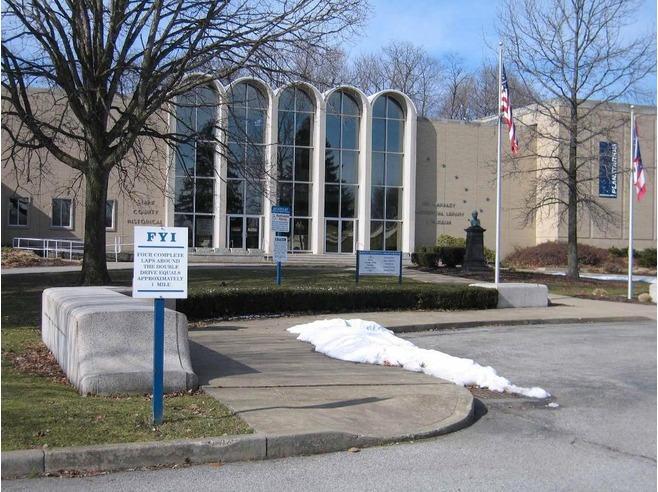
Музей-бібліотека ім. Вільяма Мак-Кінлі

Згідно з переписом 2010 року, у місті мешкало 73 007 осіб у 29 705 домогосподарствах у складі 17 127 родин. Густота населення становила 1106 осіб/км².  Було 34571 помешкання (524/км²).
Расовий склад населення:
| - 69,1 % — білих - 24,2 % — чорних або афроамериканців - 0,5 % — корінних американців - 0,3 % — азіатів - 1,0 % — осіб інших рас |

До двох чи більше рас належало 4,8 %. Частка іспаномовних становила 2,6 % від усіх жителів.
За віковим діапазоном населення розподілялося таким чином: 25,1 % — особи молодші 18 років, 62,1 % — особи у віці 18—64 років, 12,8 % — особи у віці 65 років та старші. Медіана віку мешканця становила 35,6 року. На 100 осіб жіночої статі у місті припадало 90,0 чоловіків;  на 100 жінок у віці від 18 років та старших — 86,2 чоловіків також старших 18 років.
Середній дохід на одне домашнє господарство  становив 38 452 долари США (медіана — 29 418), а середній дохід на одну сім'ю — 46 389 доларів (медіана — 37 168). Медіана доходів становила 35 230 доларів для чоловіків та 29 502 долари для жінок. За межею бідності перебувало 32,3 % осіб, у тому числі 48,7 % дітей у віці до 18 років та 13,9 % осіб у віці 65 років та старших.
Цивільне працевлаштоване населення становило 29 567 осіб. Основні галузі зайнятості: освіта, охорона здоров'я та соціальна допомога — 26,0 %, виробництво — 16,2 %, мистецтво, розваги та відпочинок — 12,4 %, роздрібна торгівля — 11,4 %.

## Відомі люди
- Роуленд Браун (1900—1963) — американський сценарист і режисер.
- Джин Пітерс (1926—2000) — американська акторка.
- Маршалл Розенберг (1934—2015) — американський психолог, медіатор, письменник і викладач.

## Міста-побратими
- — Акра (місто), Ізраїль.